# RoSa
Rol en Samenleving, kortweg RoSa, is een Belgisch kenniscentrum voor gender en feminisme. De vzw documenteert, informeert en sensibiliseert een breed publiek over deze twee centrale thema's. Het kantoor is gevestigd in de Zennestraat 30 in Brussel en de bibliotheek op nummer 40.

## Geschiedenis
Op 26 oktober 1978 openden Renée van Mechelen en Chris Zwaenepoel het Documentatiecentrum Rol en Samenleving in de nasleep van de tweede feministische golf. Zwaenepoel werd directeur van het centrum in het trefpunt Ten Weyngaert in Vorst. Eind 1985 verhuisde RoSa vzw naar De Krieklaar in Schaarbeek en ontwikkelde het een bibliotheek die vanaf 1990 werd geautomatiseerd. Vanaf 1995 werd gelijke kansen een volwaardig beleidsdomein waardoor in 2000 het Gelijkekansenhuis werd geopend in de Koningsstraat 136. RoSa kon hier terecht om de bibliotheek verder uit te bouwen.
In 2016 werden Ciska Hoet en Bieke Purnelle directeur van het kenniscentrum. Een jaar later verhuisde RoSa vzw naar de Zennestraat, waar zowel de kantoren als de bibliotheek anno 2023 nog steeds gevestigd zijn.

## Aanbod

### Bibliotheek
RoSa vzw werd in 1978 opgericht om de stroom aan relatief nieuwe informatie inzake genderongelijkheid te verzamelen en te ontsluiten. Sinds de verhuis naar De Krieklaar in Schaarbeek in 1985 groeide de collectie aanzienlijk en professionaliseerde de bibliotheekwerking. In 1990 werd werk gemaakt van automatisering en werd bovendien de Vrouwenthesaurus, een professioneel ontsluitingssysteem, geïntroduceerd. Met de verhuis naar de Zennestraat in 2017 werd het archief van RoSa in permanente bruikleen gegeven aan het Archief- en Onderzoekscentrum voor Vrouwengeschiedenis (AVG-Carhif). Anno 2023 omvat de RoSa bibliotheek meer dan 30.000 non-fictie materialen.

### Website
Op de website van RoSa vzw vind je thematische dossiers, boekbesprekingen, podcastbesprekingen en inhoudelijke nieuwsbrieven over onderwerpen op het vlak van gender en feminisme. Ook de website van het project Genderklik.be is sinds de oprichting 2018 in het beheer van RoSa vzw.

### Educatieve tools en diensten
RoSa vzw biedt interactieve vormingen en lezingen op maat over alle thema's op het vlak van gender of feminisme. Daarnaast begeleidt RoSa vzw organisaties, bedrijven, lokale besturen en tal van andere actoren in langdurige trajecten om gelijke kansen te bevorderen en werk te maken van inclusie. Ook voor advies en screenings van teksten of audiovisueel materiaal vanuit een gelijkekansenperspectief kan je terecht bij RoSa vzw. Tot slot ontwikkelt RoSa vzw ook gratis educatieve toolkits voor professionals in onderwijs en kinderopvang. In 2019 publiceerde RoSa de toolkit Gender in de kleuterklas. In 2021 volgde de toolkit Gender in het lager onderwijs en in de buitenschoolse kinderopvang.